# Desagregación del bucle local
La desagregación del bucle local más conocido como ULL en España, (en inglés Local Loop Unbundling, LLU) es el proceso regulatorio que permite a múltiples operadores de telecomunicaciones la prestación de servicios por medio del uso de las conexiones que enlazan la central telefónica con las instalaciones de los clientes. La conexión cableada física entre el cliente y la compañía telefónica es denominada bucle local ("local loop") o bucle de abonado. En España, por ejemplo, es propiedad del antiguo operador estatal de telefonía, Telefónica S.A.
El cable que conecta la central de telefonía con el abonado final es la parte de una red de telecomunicaciones que más inversión exige y se conoce como "última milla" o "bucle local" en la jerga del sector. Algunas tecnologías de acceso evitan tender cableado mediante tecnologías de enlace vía radio (LMDS), pero el acceso al cable de par de cobre tradicional es fundamental para la prestación de algunos servicios, en particular el de ADSL que ofrece datos de banda ancha.
En la inmensa mayoría de los mercados se procede de un monopolio, por lo que la red de cable de la "última milla" es propiedad bien de una entidad pública, o bien del operador que ostentaba el monopolio, conocido en la jerga del sector como incumbente. En muchos países, sobre todo en la Unión Europea, los organismos reguladores (como puede ser la CNMC en España) obligan al operador incumbente a alquilar o ceder esa parte de su red a la competencia. Esta prestación de servicios se conoce como desagregación del bucle que se realiza mediante el alquiler del mismo a Telefónica que es la concesionaria de la red universal del estado español.

## Situación en España
En España, como consecuencia del pasado monopolio legal en telefonía, Telefónica de España es la única empresa que tiene una red telefónica tradicional (red RTB). En consecuencia, toda conexión ADSL utiliza en mayor o menor medida los recursos de la red de Telefónica. Esta, por imperativo legal, ofrece a los proveedores varias modalidades de acceso ADSL, que se pueden dividir en accesos indirectos (GigADSL y GigaIP) y accesos desagregados.
Cuando Telefónica se privatizó en el año 1996 y, posteriormente, se liberalizó el mercado telefónico, se decidió que Telefónica estaba obligada a prestar espacio en las centrales construidas para operadores de la competencia, siempre que éstos pagaran por ello. Los operadores de la competencia en el último año comenzaron llegando con fibra óptica a centrales de gran servicio en Madrid, Barcelona, Sevilla y otras urbes de gran densidad, expandiéndose después al resto de España
La desagregación sustituye al alquiler del servicio ADSL mayorista de Telefónica. La desagregación comienza en el momento en que uno o más servicios (voz y/o datos)son prestados por operador distinto a Telefónica. En el caso de conexión directa, el operador pide permiso para instalarse en la central a Telefónica y ésta se lo concede mediante mutuo acuerdo de precio regulado por la Comisión del Mercado de las Telecomunicaciones (CMT). Estos precios están regulados en la Oferta de acceso al Bucle de Abonado (OBA).
Una vez que la solicitud del operador es aceptada, el operador lleva fibra óptica hasta la central y dentro de ésta instala sus [OLT]  para ofrecer servicio. Estos equipos se sitúan en unas salas específicas dentro de la central de Telefónica, denominadas Salas OBA. Aquí es cuando entran los dos tipos de desagregaciones.
En los accesos de ADSL desagregado y conexión directa el bucle de abonado (también llamado bucle local) está directamente conectado a los aparatos DSLAM del proveedor. En los indirectos, está conectado a los DSLAM de Telefónica, y esta interconecta la red del proveedor con la red local del abonado.
El ADSL con conexión directa y, evidentemente, desagregado permite a los proveedores ofrecer mayores velocidades, a menor precio. Sin embargo, exige a los proveedores tener red propia hasta la central telefónica de la que depende el abonado (para lo que se puede utilizar el satélite), por lo cual su cobertura puede ser menor que en los accesos indirectos.

### Modalidades
Hay 3 modalidades de bucle de abonado desagregado:
- Bucle parcialmente desagregado: Telefónica cede al operador el uso de las frecuencias altas del par, por encima de la banda utilizada por el servicio telefónico, quedando la utilización de las bajas frecuencias a cargo de Telefónica para ofrecer bien telefonía básica POTS, bien acceso básico RDSI.

Evidentemente, el bucle de abonado está conectado a un divisor de frecuencias. 
- Bucle parcialmente desagregado sin STB (Servicio Telefónico Básico): Esta modalidad permite que los operadores ofrezcan, sobre el bucle compartido, el servicio de voz (sobre IP) además de la banda ancha, de esta manera el cliente puede desvinculase comercialmente de su anterior operador. Ha sido aprobado por la CMT en septiembre de 2006.

- Totalmente desagregado: Diferentes servicios de voz y datos sobre el par de cobre en todo el rango de frecuencias y sin depender del servicio telefónico de Telefónica. Todas las frecuencias van a los DSLAM del proveedor.

### Desagregación de la línea del teléfono
Desde el punto de vista del usuario, la desagregación puede significar el poder contratar banda ancha sin tener línea de teléfono.

## Tipos

### Parcial (shared)
En la desagregación parcial la parte que pasa a controlar el operador de la competencia es únicamente la parte de ADSL. Así el operador puede ofrecer la velocidad que le parezca sin tener que solicitar nada al operador dominante, Telefónica.
La desagregación parcial consiste en lo siguiente:
1. El operador solicita a Telefónica que proceda a la desagregación del bucle de abonado en la parte de ADSL.
2. Telefónica instala un splitter en el par del abonado el cual divide en dos cables la señal ADSL y la señal de voz.
3. Tiende un cable desde el splitter instalado hasta el repartidor del operador solicitante, el cual está conectado al DSLAM.

Las llamadas de voz siguen pasando por los equipos de Telefónica.

### Completa (full)
En la desagregación completa el bucle del abonado está desligado totalmente de Telefónica, que únicamente llevará el mantenimiento de este. Las llamadas de voz serán transferidas al operador de la competencia.
La desagregación completa consiste en lo siguiente:
1. El operador solicita a Telefónica la desagregación total del bucle del abonado.
2. Telefónica procede a desconectar completamente de Telefónica el bucle de abonado y lo conecta al repartidor del operador solicitante.

## Observaciones
- Telefónica es la única compañía que puede manipular el bucle de abonado, puesto que el bucle y el cableado siguen siendo suyos aunque estén siendo usados por otra compañía. Los técnicos que realizan las desagregaciones y el mantenimiento de la línea son de Telefónica, porque es la encargada de que todo esté en perfecto estado desde el repartidor hasta el domicilio del abonado.

- Con la puesta en marcha de la tecnología ADSL2+ los operadores ofrecen incentivos a los abonados que deseen llevar a cabo la desagregación completa y la conexión directa. Estos incentivos son: más velocidad en modalidad completa que en conexión indirecta, precios más competitivos, televisión...